# Langues bantoues
Pour les articles homonymes, voir Bantou (homonymie).
La famille des langues bantoues est un ensemble de langues africaines qui regroupe plus de 400 langues parlées dans une vingtaine de pays de la moitié sud de l'Afrique. Elles forment un sous-ensemble de la grande famille des langues nigéro-congolaises. Le nombre total de locuteurs de ces langues est évalué à 310 millions.
C'est à partir de 1851 que le linguiste allemand Wilhelm Bleek choisit ce terme « pour désigner l'ensemble des langues d'Afrique centrale, orientale et australe connues d'après des documents rassemblés sur les côtes ».

## Principales langues bantoues
Certaines études comptent jusqu'à 550 langues bantoues parlées aujourd'hui en Afrique. Les principales sont les suivantes :
- les langues swahilies (entre 35 et 80 millions de locuteurs) : Tanzanie, Kenya, Ouganda, République démocratique du Congo, Rwanda, Burundi, Comores, Mayotte, Mozambique, Somalie, Malawi
- kinyarwanda-kirundi (28 millions) : Rwanda, Burundi, Tanzanie, République démocratique du Congo, Ouganda
- lingala (entre 15 et 36 millions de locuteurs en 2005) : principalement République démocratique du Congo et République du Congo, mais aussi République centrafricaine et Angola. Au Gabon cette langue est utilisée comme argot et est appelée congolais.[réf. nécessaire]
- zoulou (27 millions) : Afrique du Sud, Mozambique, Eswatini, Lesotho, Malawi,
- sotho du nord (13 millions) : Afrique du Sud
- tswana (13 millions) : Afrique du Sud, Botswana, Zimbabwe, Namibie
- chichewa (9 à 10 millions) : Malawi, Mozambique, Zambie, Zimbabwe
- shona (entre 7 et 11 millions) : Mozambique, Zambie, Zimbabwe, Botswana
- xhosa (8 millions) : Afrique du Sud
- Beti (7 à 8 millions) : Cameroun, Guinée équatoriale, Gabon, République du Congo et Sao Tomé-et-Principe
- luganda (7 millions) : Ouganda
- tshiluba (7 millions) : République démocratique du Congo, Angola
- kikuyu (7 millions) : Kenya
- kikongo (6 millions) : Angola, République du Congo, République démocratique du Congo, Gabon
- sotho du sud (6 millions) : Afrique du Sud (essentiellement dans la province de l'État-Libre et l'ancien État libre d'Orange) et Lesotho
- kisukuma (5 millions) : Tanzanie
- makua (4 millions) : Mozambique, Malawi, Tanzanie, république du Congo
- kimbundu (3 millions) : Angola
- runyankole (3 million) : Ouganda
- ndébélé du Transvaal (2,5 millions) : Afrique du Sud
- tetela (2 millions) : République démocratique du Congo
- douala (2 millions)[4] : Cameroun
- chiyao (2 millions) : Malawi, Mozambique, Tanzanie
- ndébélé du Zimbabwe (1,6 million) : Zimbabwe, Botswana
- kiluba (1,5 million) : République démocratique du Congo
- kituba (4 millions) : République du Congo, République démocratique du Congo
- chitumbuka (2 millions) : Malawi, Tanzanie, Zambie
- chitonga (1 million) : Zambie, Zimbabwe
- nzebi (390 571) : Gabon, République du Congo
- mabi (25 000) : Cameroun
- kabwa (14 000) : Tanzanie

## Liste et classification

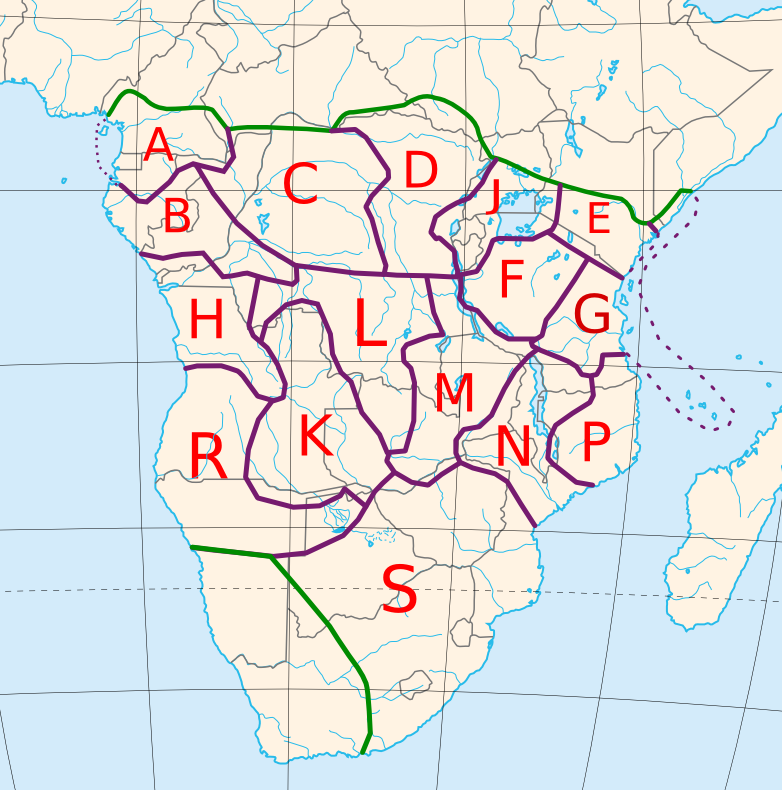
Carte des zones géographiques de langues bantoues selon Guthrie (avec la zone J de Tervuren).

Pour Wilhelm Bleek (1851), les langues bantoues sont caractérisées par l'absence de genres et l'utilisation d'un système de 16 classes de substantifs marquées par des préfixes. Il estimait que c'était la marque de cultures « inaptes à accéder à la poésie et à la philosophie. »
Le linguiste Malcolm Guthrie a regroupé ces langues en seize zones homogènes.

### Groupes bantoues du Nord-Ouest
Liste des sous-groupes bantous du Nord-Ouest selon Grollemund (2012):
- Le groupe A10 « Lundu-Balong »
- Le groupe A20 « Duala »
- Le groupe A30 « Bube-Benga »
- Le groupe A40 « Basa »
- Le groupe A50 « Bafia »
- Le groupe A60 « Sanaga »
- Le groupe A70 « Yaunde-Fang »
- Le groupe A80 « Maka-Njem »
- Le groupe A90 « Kaka »
- Le groupe B10 « Myene »
- Le groupe B20 « Kele »
- Le groupe B30 « Tsogo »
- Le groupe B40 « Shira-Punu »
- Le groupe B50 « Njabi »
- Le groupe B60 « Mbete »
- Le groupe B70 « Teke »
- Le groupe B80 « Tende-Yanzi »
- Le groupe C10 « Ngundi »
- Le groupe C20 « Mboshi »
- Le groupe C30 « Bangi-Ntomba »
- Le groupe C40 « Ngombe »
- Le groupe C50 « Soko-Kele »
- Le groupe C80 « Kuba »
- Le groupe D10 « Mbole-Enya »
- Le groupe D20 « Lega-Holoholo »
- Le groupe D30 « Bira-Nyali »
- Le groupe D40 « Konzo-Ndandi »
- Le groupe D50 « Bembe-Buyi »
- Le groupe H10 « Kikongo »
- Le groupe H20 « Kimbundu »
- Le groupe H30 « Kiyaka »
- Le groupe H40 « Kimbala »

## Éléments linguistiques

### Phonétique
Certaines des langues bantoues en situation adstratique avec des langues khoïsan ont copié de ces dernières l'utilisation de clics comme consonnes phonologiques. C'est le cas, par exemple, du zoulou et du xhosa.

### Écritures
Les langues bantoues sont surtout des langues orales. Seule une minorité de ces langues possède une orthographe et un vocabulaire standardisés. Très peu d'efforts ont été mis en place pour l'élaboration de lexiques ou dictionnaires. Seules les langues véhiculaires, interethniques, nationales ou officielles ont une orthographe standard. Un certain nombre de celles-ci respecte l'alphabet international africain (1928) ou l'alphabet africain de référence (1978 et 1982).
Le kikongo est la première langue bantoue à être décrite académiquement en 1645.

### Grammaire
Les langues bantoues partagent plusieurs morphèmes, pronominaux, nominaux ou verbaux.

#### Préfixes nominaux
| Classes | Préfixes reconstruits | Sens approximatifs                                       | Exemples                                                                      |
| ------- | --------------------- | -------------------------------------------------------- | ----------------------------------------------------------------------------- |
| 1       | *mu̹-                  | personne, humain                                         | mu- / mu̹- / m- (lega) mo- (lingala) mu- (swahili) umu- (zoulou)               |
| 2       | *ba-                  | pluriel de classe 1                                      | ba / b- (lega) ba- (lingala) wa- (swahili) aɓa- (zoulou)                      |
| 3       | *mu-                  | plante, inanimé                                          | mu- / mu̹- / m- (lega) mo- / mu- (lingala) m- (swahili) umu- (zoulou)          |
| 4       | *mi-                  | pluriel de classe 3                                      | mi- / mi̹- / m- (lega) mi- (lingala) mi- (swahili) imi- (zoulou)               |
| 5       | *(d)i ̹-               | divers, augmentatif                                      | i̹- / i̹gy- / iz- (lega) li- (lingala) ∅ (swahili) ili- (zoulou)                |
| 6       | *ma-                  | liquides, pluriel des classes 5, 11, 12, 14 et 15        | ma- / m- (lega) ma- (lingala) ma (swahili) ama- (zoulou)                      |
| 7       | *ki-                  | divers, diminutif, manière                               | ki- / ki̹- / k- (lega) e- (lingala) ki- (swahili) isi- (zoulou)                |
| 8       | *bi ̹-                 | pluriel de classe 7                                      | bi- / bi̹- / b- (lega) bi- (lingala) vi (swahili) izi- (zoulou)                |
| 9       | *n-                   | animal, inanimé                                          | n- / m- / ∅ (lega) n- / m- / ∅ (lingala) n- / m- (swahili) in- / im- (zoulou) |
| 10      | *n-                   | pluriel de classe 9                                      | mu- / mu̹- / m- / ∅(lega) n- / m- / ∅ (lingala) umu- (zoulou)                  |
| 11      | *du-                  | abstrait                                                 | lu- / lu̹- / l- (lega) lo- (lingala) u- (swahili) ulu- (zoulou)                |
| 12      | *ka-                  | diminutif                                                | ka- / k- (lega)                                                               |
| 13      | *tu-                  | pluriel de classe 12                                     | tu- / tu̹- / t- (lega)                                                         |
| 14      | *bu-                  | abstrait                                                 | bu- / bu̹- (lega) bo- (lingala) u- (swahili) uɓu- (zoulou)                     |
| 15      | *ku-                  | infinitif                                                | ku- (lega) ko- (lingala) ku- (swahili) uku- (zoulou)                          |
| 16      | *pa-                  | locatif (proche ou précis)                               | ga- (lega)                                                                    |
| 17      | *ku-                  | locatif (éloigné ou non précis)                          | ku- (lega)                                                                    |
| 18      | *mu-                  | locatif (intérieur), instrumental                        | mu- (lega)                                                                    |
| 19      | *pi-                  | diminutif                                                | si̹- / s- (lega)                                                               |
| 20      | *                     | dérogation, augmentatif, diminutif, amélioratif, manière |                                                                               |
| 21      | *                     | augmentatif, dérogation                                  |                                                                               |
| 22      | *                     | pluriel de la classe 20                                  |                                                                               |
| 23      | *                     | locatif                                                  |                                                                               |

### Vocabulaire
L'ensemble des langues bantoues partage un vocabulaire commun. Elles partagent aussi un certain nombre de classes de mots.
| langue      | singulier | pluriel |
| ----------- | --------- | ------- |
| basa'a      | mut       | bot     |
| chichewa    | mu·nthu   | a·nthu  |
| ewondo      | mot       | bot     |
| duala       | mo·to     | ba·to   |
| herero      | omu·ndu   | ova·ndu |
| kikongo     | muu·ntu   | baa·ntu |
| kikuyu      | mũ·ndũ    | a·ndũ   |
| kinyarwanda | umu·ntu   | aba·ntu |
| kirundi     | umu·ntu   | aba·ntu |
| lingala     | mo·to     | ba·to   |
| luganda     | omu·ntu   | aban·tu |
| shona       | mu·nhu    | va·nhu  |
| swahili     | m·tu      | wa·tu   |
| kiluba      | mu·ntu    | ba·ntu  |
| xhosa       | um·ntu    | aba·ntu |
| zoulou      | umu·ntu   | aba·ntu |
| Eton        | mod       | bod     |